# Schefflera rainaliana
Schefflera rainaliana är en araliaväxtart som beskrevs av Luciano Bernardi. Schefflera rainaliana ingår i släktet Schefflera och familjen araliaväxter.
Artens utbredningsområde är Madagaskar. Inga underarter finns listade.